# Świętokrzyskie Milenium
Świętokrzyskie Milenium - cykl imprez upamiętniających tysiąclecie życia monastycznego na Świętym Krzyżu. Udział w uroczystości wzięło kilka tysięcy wiernych z całej Polski oraz pielgrzymi z Węgier, na czele z prymasem Peterem Erdö.
Główne uroczystości przypadły na 10 i 11 czerwca 2006 roku. Cykl imprez okolicznościowych trwał do końca sierpnia. 